# Рада Великого княжества Литовского
Ра́да, паны-рада  — высший орган государственной власти в Великом княжестве Литовском в XV — первой половине XVI века. Была главным постоянно действующим органом центрального правительства в Великом Княжестве Литовском, действовавшим в его столице Вильне.
Она возникла из консультативного совета великого князя, который был создан Витовтом в начале XV века и первоначально был совещательным органом при князе, но с конца XV века значительно ограничил его власть. Во время правления Казимира IV, данный орган и стал называться Рада. После Люблинской унии 1569 года Рада формально стала составной частью сената Речи Посполитой (см. должностные лица Речи Посполитой) вместе с королевским советом Польши, но де-факто она продолжала действовать.

## Компетенция
Рада выполняла функции великого князя после его смерти и имела верховную власть в Великом княжестве Литовском до назначения нового великого князя, а также организовывала его назначение. К вопросам, решаемым радой, относились: избрание великого князя литовского, утверждение законов, международные дела, оборона княжества, крупные судебные дела. Первым назначенным правителем был Казимир IV, который в обмен значительно расширил полномочия Рады и утвердил судебник Казимира. Рада была наделена судебными полномочиями и стала апелляционной инстанцией, подчиненной князю и действующей в его отсутствие оставаясь главным судебным органом. После Казимира на трон взошёл его сын Александр, который в 1492 году выдал ещё один привилей. Согласно привилию 1506 года, предоставленной его братом Сигизмундом Старым, новые законы больше не могли быть приняты, а существующие не могли быть изменены без согласия Рады. Согласно привилею 1492 года и привилею Сигизмунда I 1506 года важнейшие дела великий князь решал только вместе с Радой. Первый литовский Статут 1529 года подтвердил его административные полномочия, а также предоставил законодательные полномочия, осуществляемые совместно с великим князем литовским. Законодательные полномочия Рады были ограничены в соответствии с последующей редакцией Статута 1566 года в результате растущей роли шляхты и сейма ВКЛ. После Люблинской унии 1569 лица, входившие в паны-раду, имели право заседать и в сенате Речи Посполитой. 
Рада осуществляла исполнительные функции в государстве с 1445 года, поскольку большинство великих князей литовских проживало в Королевстве Польcком. Она также созывала сеймы Великого княжества Литовского.

## Состав
По состоянию на 1529 год в раде насчитывалось 35-50 постоянных членов. В её состав входили наиболее влиятельные должностные лица государства — канцлер великий литовский, подканцлер, гетман великий литовский, маршалки, подскарбий, воеводы, каштеляны и некоторые старосты. Также в состав Рады входили католические епископы и представители литовских магнатских родов. Начиная с XVI века, эти члены составляли тайный совет при князе, который фактически являлся ядром Рады, занимаясь всеми важнейшими государственными делами, поскольку полный состав рады созывался редко.

## Прекращение существования
По Конституции 3 мая 1791 года Рада была ликвидирована, но поскольку эта Конституция в 1793 году была отменена, Рада просуществовала до 1795 года — третьего раздела Речи Посполитой, прекратившего существование Великого Княжества Литовского.